# Christopher Perkins
Christopher Perkins (1 de mayo de 1992) es un deportista canadiense que compitió en tiro con arco, en la modalidad de arco compuesto. Ganó tres medallas en el Campeonato Mundial de Tiro con Arco al Aire Libre, en los años 2011 y 2015.

## Palmarés internacional
| Campeonato Mundial al Aire Libre | Campeonato Mundial al Aire Libre | Campeonato Mundial al Aire Libre | Campeonato Mundial al Aire Libre |
| Año                              | Lugar                            | Medalla                          | Prueba                           |
| -------------------------------- | -------------------------------- | -------------------------------- | -------------------------------- |
| 2011                             | Turín (Italia)                   | Medalla de oro                   | Individual                       |
| 2011                             | Turín (Italia)                   | Medalla de bronce                | Equipo                           |
| 2015                             | Copenhague (Dinamarca)           | Medalla de plata                 | Equipo                           |